# Jorge de Frutos Sebastián
Jorge de Frutos Sebastián, más conocido como De Frutos (Navares de Enmedio, Segovia, 20 de febrero de 1997), es un futbolista español que juega como centrocampista en el Rayo Vallecano de la Primera División de España.

## Trayectoria
Es un jugador formado en su etapa juvenil en los clubes C. D. P. Sepúlveda (2013-2014) y C. D. Cantalejo (2014-2015). Más tarde firmaría en 2016 por el Club de Fútbol Rayo Majadahonda, donde disputaría dos temporadas.
Durante la temporada 2017-18 De Frutos fue clave en el conjunto madrileño con tan solo 21 años, tras quedar primer clasificado del grupo I de Segunda División B y conseguir el ascenso a Segunda División con el Rayo Majadahonda, eliminando al FC Cartagena en la eliminatoria por el ascenso. Disputaría de 2700 minutos, repartidos en 38 partidos y nueve goles. Ese mismo verano, tras llamar la atención de los grandes clubs, firmaría por el Real Madrid a cambio de 100 000 euros, a pesar de que su aterrizaje en la entidad blanca supuso su renuncia a debutar en La Liga 1|2|3.
En la temporada 2018-19 jugó en las filas del Real Madrid Castilla, en las que obtendría 33 titularidades y lograría siete goles, convirtiéndose en uno de los jugadores más destacados del filial merengue, llegando a disputar eliminatorias por el play-off de ascenso.
En junio de 2019 fue cedido al Real Valladolid C. F. para disputar la temporada 2019-20 en Primera División. En enero de 2020 se canceló la cesión y se marchó, también prestado, al Rayo Vallecano hasta final de temporada.
El 29 de julio de 2020 abandonó el conjunto madridista tras fichar por el Levante U. D. para las siguientes cinco temporadas. Estuvo tres de ellas en las que anotó trece goles en los 112 partidos que disputó. Se marchó en agosto de 2023 para regresar al Rayo Vallecano con el que también firmó un contrato por cinco años.

## Estadísticas

### Clubes
Actualizado al último partido disputado el 13 de mayo de 2025.
| Club                                | Div.          | Temporada     | Liga  | Liga  | Copas nacionales | Copas nacionales | Copas internacionales | Copas internacionales | Total | Total |
| Club                                | Div.          | Temporada     | Part. | Goles | Part.            | Goles            | Part.                 | Goles                 | Part. | Goles |
| ----------------------------------- | ------------- | ------------- | ----- | ----- | ---------------- | ---------------- | --------------------- | --------------------- | ----- | ----- |
| C. F. Rayo Majadahonda · España     | 2.ª B         | 2015-16       | 0     | 0     | 2                | 0                | ―                     | ―                     | 2     | 0     |
| C. F. Rayo Majadahonda · España     | 2.ª B         | 2016-17       | 16    | 1     | 0                | 0                | ―                     | ―                     | 16    | 1     |
| C. F. Rayo Majadahonda · España     | 2.ª B         | 2017-18       | 38    | 9     | 0                | 0                | ―                     | ―                     | 38    | 9     |
| C. F. Rayo Majadahonda · España     | Total club    | Total club    | 54    | 10    | 2                | 0                | 0                     | 0                     | 56    | 10    |
| Real Madrid Castilla C. F. · España | 2.ª B         | 2018-19       | 37    | 7     | ―                | ―                | ―                     | ―                     | 37    | 7     |
| Real Madrid Castilla C. F. · España | Total club    | Total club    | 37    | 7     | 0                | 0                | 0                     | 0                     | 37    | 7     |
| Real Valladolid C. F. · España      | 1.ª           | 2019-20       | 3     | 0     | 2                | 0                | ―                     | ―                     | 5     | 0     |
| Real Valladolid C. F. · España      | Total club    | Total club    | 3     | 0     | 2                | 0                | 0                     | 0                     | 5     | 0     |
| Rayo Vallecano de Madrid · España   | 2.ª           | 2019-20       | 17    | 2     | 2                | 0                | ―                     | ―                     | 19    | 2     |
| Rayo Vallecano de Madrid · España   | Total club    | Total club    | 17    | 2     | 2                | 0                | 0                     | 0                     | 19    | 2     |
| Levante U. D. · España              | 1.ª           | 2020-21       | 37    | 4     | 4                | 0                | ―                     | ―                     | 41    | 4     |
| Levante U. D. · España              | 1.ª           | 2021-22       | 25    | 4     | 0                | 0                | ―                     | ―                     | 25    | 4     |
| Levante U. D. · España              | 2.ª           | 2022-23       | 43    | 5     | 3                | 0                |                       |                       | 46    | 5     |
| Levante U. D. · España              | Total club    | Total club    | 62    | 8     | 4                | 0                | 0                     | 0                     | 66    | 8     |
| Rayo Vallecano de Madrid · España   | 1.ª           | 2023-24       | 36    | 2     | 3                | 0                | -                     | -                     | 39    | 2     |
| Rayo Vallecano de Madrid · España   | 1.ª           | 2024-25       | 33    | 4     | 3                | 2                | -                     | -                     | 36    | 6     |
| Total carrera                       | Total carrera | Total carrera | 242   | 32    | 16               | 2                | 0                     | 0                     | 258   | 34    |